# Кабинет Стубба
Кабинет Стубба ( Stubbin hallitus) — 73-й кабинет министров Финляндии, который с 24 июня 2014 года возглавлял Александр Стубб.
Формирование кабинета Стубба проходило с 16 по 19 июня 2014 года на переговорах пяти правительственных партий — Национальная коалиция (Кокоомус), Социал-демократическая партия, Зелёный союз, Шведская народная партия и Христианские демократы на представительской вилле Госсовета Königstedt в Вантаа и во дворце Госсовета в Хельсинки. Предложение председателя партии Левый союз Пааво Архинмяки о вхождении в новое правительство было отвергнуто Александром Стуббом. В начале переговоров о формировании кабинете Стубб заявил, что новое правительство будет воплощать в жизнь принятые ранее решения по экономическим и структурным реформам. В то же время лидер оппозиционной партии Центра Юха Сипиля высказал опасение, что новое правительство будет лишь временным, исполняющим обязанности до новых парламентских выборов.
Предыдущее правительство — Кабинет Катайнена — закончило свою работу 24 июня 2014 года, когда президент Финляндии Саули Нийнистё утвердил отставку премьер-министра Юрки Катайнена и назначил новый кабинет министров во главе с Александром Стуббом. По сравнению с предыдущим кабинетом министров, в кабинете Стубба произошли три изменения: новым министром транспорта и местного самоуправления стала Паула Рисикко, новым министром социального обеспечения и здравоохранения — Лаура Рятю, новым министром сельского и лесного хозяйства — Петтери Орпо.
18 сентября 2014 года в связи с одобрением Кабинетом Стубба обновления лицензии Fennovoima на строительство АЭС о своём выходе из правящей коалиции заявил Зелёный союз. 20 сентября это решение было единогласно подтверждено на партийном съезде. 26 сентября вместо министров от Зелёных были назначены новые: Санни Гран-Лаасонен (Коалиционная партия) стала министром окружающей среды вместо Пекки Хаависто, Сирпа Паатеро (Социал-демократическая партия) — министром международного развития вместо Вилле Нийнистё.
По словам самого Александра Стубба, работа правительства в переод его полномочий не удалась и поставленные задачи не были выполнены.
29 мая 2015 года президент Финляндии Саули Нийнистё принял отставку кабинета Стубба и утвердил новый кабинет министров во главе с Юхой Сипиля (кабинет Сипиля).

## Состав кабинета министров
| Министр                                                    | Министр                                                                                          | Срок полномочий                              | Партия | Партия           |
| ---------------------------------------------------------- | ------------------------------------------------------------------------------------------------ | -------------------------------------------- | ------ | ---------------- |
|                                                            | Премьер-министр Финляндии Александр Стубб                                                        | 24.6.2014 — 29.05.2015                       |        | Кокоомус         |
| Министерство финансов Финляндии                            |                                                                                                  |                                              |        |                  |
|                                                            | Министр финансов Финляндии и заместитель премьер-министра Антти Ринне                            | 24.6.2014 — 29.05.2015                       |        | СДП              |
| Министерство иностранных дел Финляндии                     |                                                                                                  |                                              |        |                  |
|                                                            | Министр иностранных дел Финляндии Эркки Туомиоя                                                  | 24.6.2014 — 29.05.2015                       |        | СДП              |
|                                                            | Министр европейских дел и внешней торговли Ленита Тойвакка                                       | 24.6.2014 — 29.05.2015                       |        | Кокоомус         |
|                                                            | Министр развития (министр по делам сотрудничества в целях развития) Пекка Хаависто Сирпа Паатеро | 24.6.2014 — 26.9.2014 26.9.2014 — 29.05.2015 |        | Зелёные СДП      |
| Министерство юстиции Финляндии                             |                                                                                                  |                                              |        |                  |
|                                                            | Министр юстиции Финляндии Анна-Майя Хенрикссон                                                   | 24.6.2014 — 29.05.2015                       |        | Швед.            |
| Министерство внутренних дел Финляндии                      |                                                                                                  |                                              |        |                  |
|                                                            | Министр внутренних дел Финляндии Пяйви Рясянен                                                   | 24.6.2014 — 29.05.2015                       |        | ПХД              |
| Министерство обороны Финляндии                             |                                                                                                  |                                              |        |                  |
|                                                            | Министр обороны Финляндии Карл Хаглунд                                                           | 24.6.2014 — 29.05.2015                       |        | Швед.            |
| Министерство образования и культуры Финляндии              |                                                                                                  |                                              |        |                  |
|                                                            | Министр образования и связи Финляндии Криста Киуру                                               | 24.6.2014 — 29.05.2015                       |        | СДП              |
|                                                            | Министр культуры и жилищной политики Финляндии Пиа Вийтанен                                      | 24.6.2014 — 29.05.2015                       |        | СДП              |
| Министерство сельского и лесного хозяйства Финляндии       |                                                                                                  |                                              |        |                  |
|                                                            | Министр сельского и лесного хозяйства Петтери Орпо                                               | 24.6.2014 — 29.05.2015                       |        | Кокоомус         |
| Министерство транспорта и связи Финляндии                  |                                                                                                  |                                              |        |                  |
|                                                            | Министр транспорта Финляндии Паула Рисикко                                                       | 24.6.2014 — 29.05.2015                       |        | Кокоомус         |
| Министерство экономики и занятости Финляндии               |                                                                                                  |                                              |        |                  |
|                                                            | Министр экономики Финляндии Ян Вапаавуори                                                        | 24.6.2014 — 29.05.2015                       |        | Кокоомус         |
|                                                            | Министр труда Финляндии Лаури Ихалайнен                                                          | 24.6.2014 — 29.05.2015                       |        | СДП              |
| Министерство социальной защиты и здравоохранения Финляндии |                                                                                                  |                                              |        |                  |
|                                                            | Министр социального обеспечения и здравоохранения Лаура Рятю                                     | 24.6.2014 — 29.05.2015                       |        | Кокоомус         |
|                                                            | Министр базовых услуг Финляндии Сусанна Хуовинен                                                 | 24.6.2014 — 29.05.2015                       |        | СДП              |
| Министерство охраны окружающей среды Финляндии             |                                                                                                  |                                              |        |                  |
|                                                            | Министр охраны окружающей среды Финляндии Вилле Нийнистё Санни Гран-Лаасонен                     | 24.6.2014 — 26.9.2014 26.9.2014 — 29.05.2015 |        | Зелёные Кокоомус |